# Centrale nucleare di Calder Hall
La centrale nucleare di Calder Hall è una centrale elettronucleare britannica situata presso il complesso nucleare di Sellafield, in Cumbria, in Inghilterra. L'impianto è composto da 4 reattori Magnox da 49 MW di potenza netta ognuno, chiusi nel 2003. L'impianto possiede il primo reattore per la generazione di energia elettrica al mondo, infatti il reattore di Obninsk benché sia precedente, era un reattore militare a cui fu aggiunta una turbina per la produzione elettrica.
L'autorità britannica per lo smantellamento degli impianti nucleari ritiene che sarà possibile smantellare la centrale per il 2115, cioè dopo ben 160 anni dall'inaugurazione, a patto che sia reperito un luogo dove stoccare le scorie. In alternativa è stato studiato un piano (con orizzonte temporale di 100 anni) per mantenere l'impianto, trasformandolo in una "attrazione turistica di valore storico".